# Черчесов Станіслав Саламович
Станіслав Саламович Черче́сов (рос. Станислав Саламович Черчесов, ос. Черчесты Саламы фырт Станислав, нар. 2 вересня 1963, Алагир) — російський футболіст, воротар. Виступав, зокрема, за клуб «Спартак» (Москва), в якому провів понад 150 матчів, вигравши чотири національних чемпіонства і один кубок, а у 2007—2008 роках був його головним тренером. Також став триразовим чемпіоном Австрії у складі «Тіроля». Грав за збірні СРСР, СНД і Росії. Заслужений майстер спорту Росії (2003).    
Нині — футбольний тренер.   Заслужений тренер Росії (2018). У 2016—2021 роках — головний тренер збірної Росії з футболу. З 20 грудня 2021 року — головний тренер угорського клубу «Ференцварош».

## Клубна кар'єра
У дорослому футболі дебютував 1981 року виступами за «Спартак» (Орджонікідзе), у якому провів три сезони, взявши участь лише у 5 матчах чемпіонату.
1984 року перейшов до московського «Спартака», де був дублером Ріната Дасаєва. Хоча в перших тренувальних іграх Черчесов виступав невдало та багато пропускав, Костянтин Бєсков розгледів у ньому талант та залишив у команді, даючи змогу воротарю виступати у дублі.
Сезон 1988 року провів у складі московського «Локомотива», але перед початком сезону 1989 знову повернувся в московський «Спартак», тепер уже як основний воротар, допомігши команді в першому ж сезоні вибороти титул чемпіона СРСР. Більшість часу, проведеного у складі «біло-червоних», був основним голкіпером команди, а з розпадом СРСР допоміг команді виграти два перших титули чемпіону Росії, а також єдиний Кубок СРСР/СНД 1992 року.
1993 року уклав контракт з німецьким клубом бундесліги «Динамо» (Дрезден). Як зізнавався сам воротар, виступи в бундеслізі, у клубі, який бореться за виживання, допомогли йому у відточуванні професійного воротарського почерку — миттєве ухвалення рішення та мінімізація помилок.
Після того як «Динамо» покинуло вищий дивізіон, Черчесова орендував «Спартак» до грудня для виступів у Лізі Чемпіонів сезону 1995/96 з метою подальшого продажу воротаря. Станіслав успішно виступив у єврокубках та взимку 1996 його придбав австрійський «Тіроль».
За «Тіроль» Черчесов грав протягом 6 років до 2002 року, був основним воротарем команди. Упродовж цих років додав до переліку своїх трофеїв три титули чемпіона Австрії.
Завершив професійну ігрову кар'єру у рідному московському «Спартаку» наприкінці 2002 року.

## Виступи за збірні
23 листопада 1990 року дебютував в офіційних матчах у складі національної збірної СРСР, за яку до моменту розпаду держави провів 8 матчів, у яких пропустив 6 голів.
1992 року викликався до складу збірної СНД, у складі якої провів два товариські матчі проти Ізраїлю і Данії, пропустивши в кожному з них по голу і був включений до заявки збірної на чемпіонат Європи 1992 року у Швеції. На турнірі Станіслав був дублером Дмитра Харіна і на поле жодного разу не вийшов, а збірна не виграла жодного матчу в групі і вилетіла з турніру, після чого припинила існування.
16 серпня 1992 року взяв участь в першому матчі збірної Росії проти Мексики, у якому відіграв весь матч, зберігши ворота сухими (2:0).
У складі збірної був учасником чемпіонату світу 1994 року у США та чемпіонату Європи 1996 року в Англії.
23 лютого 2000 у віці 36 років і 174 дні провів свій останній матч за збірну в товариській грі проти Ізраїлю, який завершився поразкою росіян з рахунком 4:1, ставши найстаршим футболістом, що виступав за збірну Росії. У віці 38 років Черчесов був включений в заявку збірної Росії на чемпіонат світу 2002 року в Японії і Південній Кореї, але на поле не виходив. Загалом провів за збірної Росії 39 матчів, у яких пропустив 30 голів.
Загалом же, за 11 років виступів у національних збірних, провів 49 матчів, пропустивши 38 голів.

## Кар'єра тренера

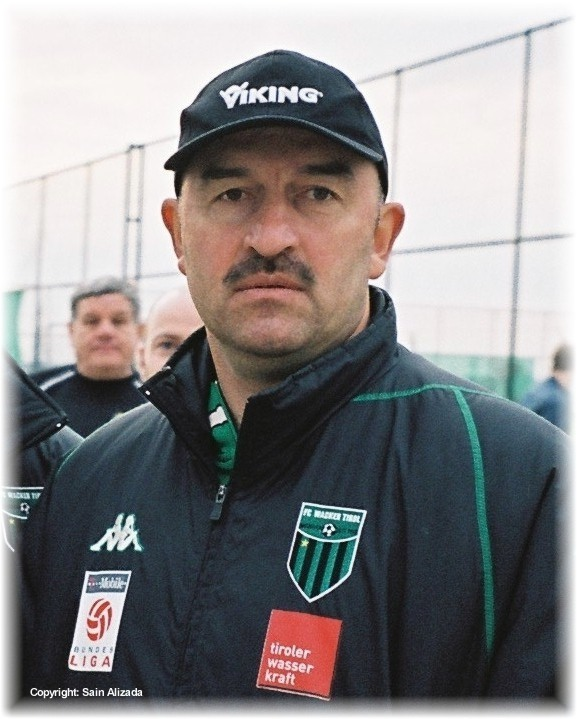
На тренуванні «Ваккера», 2006

Розпочав тренерську кар'єру невдовзі після завершення кар'єри гравця, очоливши тренерський штаб клубу «Куфштайн», де працював із січня до листопада 2004 року. Після того Станіслава прийняв «Ваккер» (Інсбрук), де був головним тренером з листопада 2004 до травня 2006 року.
У червні 2006 року призначений спортивним директором московського «Спартака», а 19 червня 2007 року — головним тренером. Черчесов став найбільш статистично результативним тренером команди серед осіб, що займали цей пост після Олега Романцева, але серйозного успіху команда не досягла. 12 липня 2008 року московський «Спартак» зазнав історичної розгромної поразки від московського ЦСКА з рахунком 1:5. Знамениті гравці «Спартака» Єгор Титов та Максим Калиниченко спочатку були відправлені в «дубль», а потім змушені були піти з команди. 13 серпня 2008 року «Спартак» програв у кваліфікації Ліги чемпіонів київському «Динамо» з рахунком 1:4 і 14 серпня Черчесова відправили у відставку.
16 грудня 2010 року підписав контракт з клубом «Жемчужина-Сочі» на 3,5 роки, але пропрацював менше року й 6 серпня покинув клуб.
27 вересня того ж року був призначений на пост головного тренера грозненського «Терека». У травні 2013 року, після перемоги «Терека» над самарськими «Крилами Рад» в матчі останнього туру Прем'єр-ліги стало відомо, що головний тренер грозненської команди Станіслав Черчесов залишає свій пост. Контракт 49-річного фахівця з «Тереком» діяв до кінця сезону. За підсумками сезону грозненці посіли восьме місце — найвище в чемпіонаті Росії в історії клубу.
Улітку 2013 року досягнув домовленості з пермським «Амкаром» про майбутню співпрацю і з 17 червня очолив клуб.
Навесні 2014 року після звільнення головного тренера московського «Спартака» Валерія Карпіна Черчесов провів переговори з керівництвом клубу про своє повернення на посаду головного тренера. Сторони були близькі до угоди, однак зрештою «Спартак» відмовився від його послуг. Через кілька днів він залишив пермський клуб заради московського «Динамо», з яким уклав контракт на два роки. 14 квітня 2014 року, у першому ж матчі під керівництвом Черчесова, «Динамо» здобуло впевнену перемогу над нижегородською «Волгою» (5:0). Клуб потрапив у Лігу Європи, де дійшов до 1/8 фіналу. У квітні 2015 року у Черчесова стався конфлікт з півзахисником команди Ігорем Денисовим, унаслідок чого останнього перевели у дубль. 13 липня 2015 року Черчесов покинув пост тренера «Динамо», поступившись місцем Андрію Кобелєву.
6 жовтня 2015 року був призначений головним тренером польської «Легії». Контракт з клубом був розрахований до кінця сезону 2016/17. Перед Черчесовим було поставлено завдання виграти чемпіонат Польщі. 18 жовтня «Легія», що проводила перший офіційний матч під керівництвом Черчесова, у рамках 12-го туру чемпіонату Польщі здобула перемогу над «Краковією» 3:1. У «Легії» Черчесов виграв перші в тренерській кар'єрі трофеї, у перший же сезон зробивши золотий дубль (виграв чемпіонат і кубок Польщі). 1 червня 2016 року керівництво «Легії» оголосило про припинення співпраці з тренером за взаємною згодою через розбіжності в ключових питанях про розвиток клубу.
11 серпня 2016 року Черчесов очолив збірну Росії, яка до цього провалила Євро-2016. Його контракт зі збірною діяв до кінця чемпіонату світу 2018 року. Згодом контракт було поновлено. Після невиходу збірної з групи, у якій вона зустрічалася з Бельгією, Данією та Фінляндією, на чемпіонаті Європи 2020 року Черчесов пішов із посади головного тренера команди.
З 20 грудня 2021 року — головний тренер угорського «Ференцвароша».

## Особисте життя

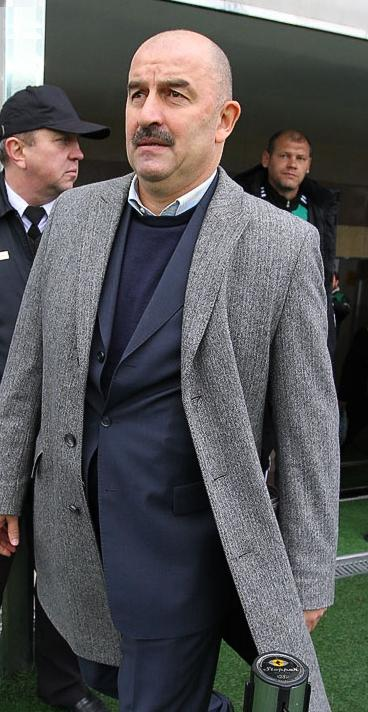
2011

Має 4 сестер, батько — водій автобуса. Одружений, двоє дітей:
- Мадіна
- Станіслав (н. 1994) — воротар московського «Динамо»[18][19]

### Статистика як головного тренера
| «Куфштайн»        | Австрія | 1 січня 2004     | 8 листопада 2004 | 30  | 16  | 6  | 8   | 53,33 |
| «Ваккер»          | Австрія | 9 листопада 2004 | 31 травня 2006   | 59  | 18  | 20 | 21  | 30,51 |
| «Спартак» (М)     | Росія   | 19 червня 2007   | 14 серпня 2008   | 47  | 25  | 14 | 8   | 53,19 |
| «Перлина»         | Росія   | 16 грудня 2010   | 6 серпня 2011    | 21  | 9   | 2  | 10  | 42,86 |
| «Терек»           | Росія   | 27 вересня 2011  | 26 травня 2013   | 53  | 24  | 11 | 18  | 46,30 |
| «Амкар»           | Росія   | 17 червня 2013   | 8 квітня 2014    | 25  | 9   | 8  | 8   | 36.00 |
| «Динамо» (Москва) | Росія   | 10 квітня 2014   | 13 липня 2015    | 51  | 26  | 12 | 13  | 50.98 |
| «Легія»           | Польща  | 6 жовтня 2015    | 1 червня 2016    | 35  | 23  | 6  | 6   | 65.71 |
| Росія             | Росія   | 11 серпня 2016   | 8 липня 2021     | 57  | 24  | 13 | 20  | 42.11 |
| Всього            | Всього  | Всього           | Всього           | 378 | 174 | 91 | 113 | 46.03 |

## Титули і досягнення

### Як гравець

#### Чемпіон СРСР(2)
Спартак (Москва): 1987, 1989

#### Чемпіон Росії(2)
«Спартак» (Москва): 1992, 1993

#### ВолодарКубка СРСР(1)
«Спартак» (Москва): 1991-92

#### Чемпіон Австрії(2)
«Тіроль»: 1999-00, 2000-01, 2001-02

### Як тренер

#### ЧемпіонЧемпіон Польщі(1)
«Легія»: 2015-16

#### ВолодарКубка Польщі(1)
«Легія»: 2015-16

#### Чемпіон Угорщини(2)
«Ференцварош»: 2021-22, 2022-23

#### ВолодарКубка Угорщини(1)
«Ференцварош»: 2021-22

### Особисті
- Володар призу Воротар року (приз журналу «Огонёк») : 1989, 1990, 1992
- Найкращий воротар чемпіонату Росії за оцінками «Спорт-Експрес»: 1992 (оцінка — 6,42)
- 2-е місце в списку найкращих футболістів СРСР 1989 за опитуванням тижневика «Футбол»

## Цікаві факти
- Провів дві гри за збірну Європи: проти збірної Америки в 1995 і проти збірної Африки в 1997 році.
- Черчесов є найстаршим футболістом, що виступав за збірну Росії, останній свій матч він зіграв 23 лютого 2000 у віці 36 років і 174 дні (товариський матч. Ізраїль — Росія (4:1). У віці 38 років Черчесов був включений в заявку збірної Росії на ЧС-2002, але на поле не виходив.